# 9/11 (documental)
9/11 es una película documental franco-estadounidense estrenada en 2002 sobre los atentados del 11 de septiembre a la ciudad de Nueva York, en la que dos aviones se estrellaron contra las Torres Gemelas del World Trade Center. La cinta, grabada por los cámaras y hermanos franceses Jules y Gédéon Naudeat, recoge el punto de vista de los miembros de un parque del Departamento de Bomberos de la Ciudad de Nueva York. La grabación del atentado fue un hecho subjetivo, ajeno por completo al fin del documental que estaban llevando a cabo, que era el procedimiento de elección de un bombero novato y su entrada al servicio en activo. Fue también el documental que grabó la imagen del primer avión, el del vuelo 11 de American Airlines que había secuestrado el comando terrorista de Al Qaeda que dirigía Mohamed Atta, estrellarse contra la Torre Norte.

## Sinopsis

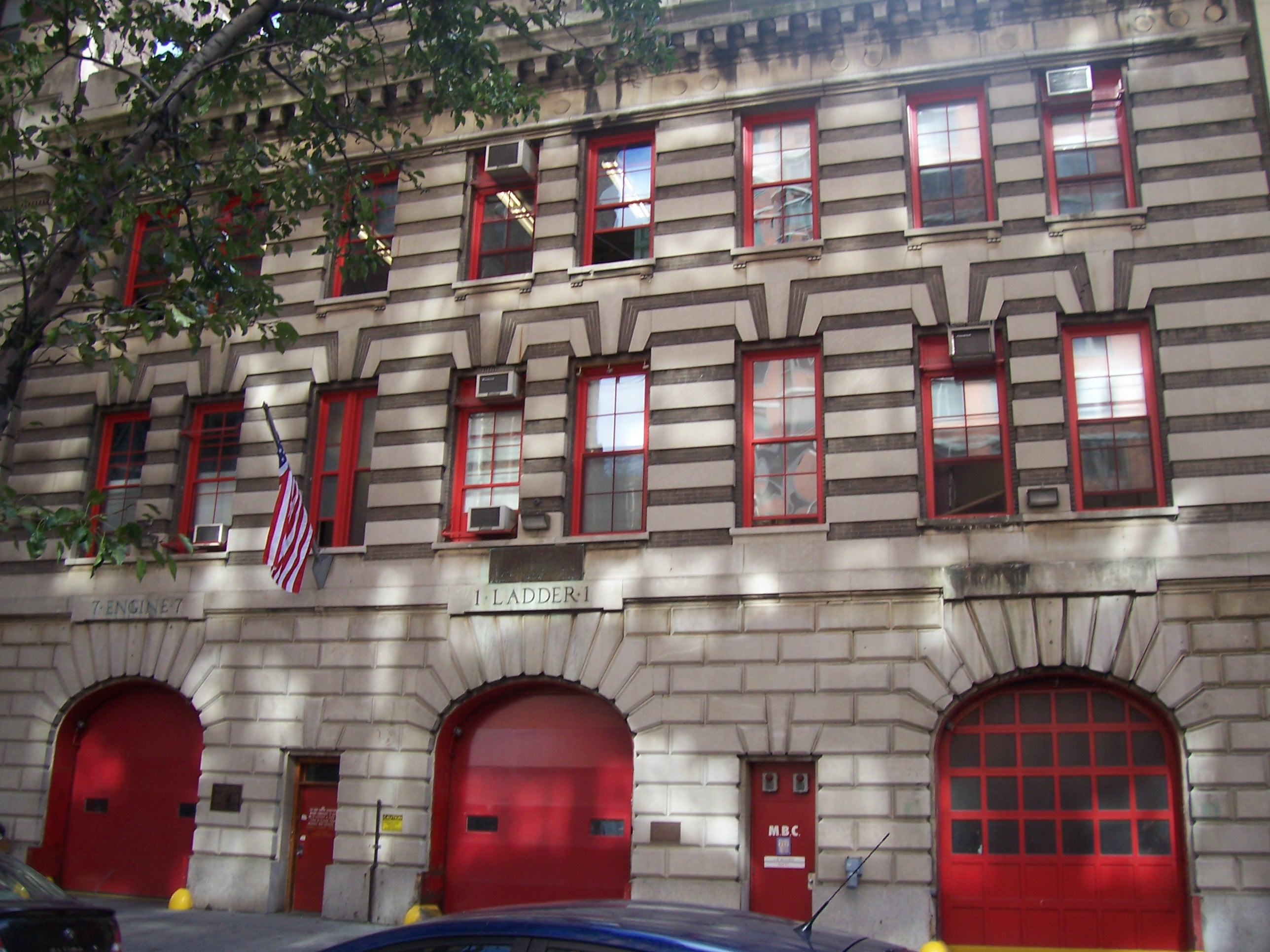
Imagen del parque de bomberos del equipo del documental.

Los cineastas James Hanlon y los hermanos Naudet estaban filmando originalmente a Tony Benetatos, un bombero en pruebas (probby) del Departamento de Bomberos de la Ciudad de Nueva York asignado a la Brigada 1, en el Bajo Manhattan. La intención de la película era grabar la primera experiencia de un nuevo bombero. En la mañana del martes 11 de septiembre, el cuartel de bomberos, bajo la dirección del jefe de batallón Joseph W. Pfeifer, salió a hacer una acción rudimentaria de inspección tras darse un aviso de gas en el cruce de las calles Church y Lispenard. Jules Naudet montó con Pfeifer para grabar cómo era dicha inspección. Mientras estaban inspeccionándolo, se escuchó el sonido de los motores del vuelo 11 de American Airlines volar bajo en la dirección en la que estaban. Pese a que durante un segundo no se dio importancia, al girar la cámara pudo contemplar como el avión chocaba contra la fachada de la Torre Norte.
La unidad fue la primera en reaccionar en la escena, y Jules pudo seguir al jefe durante el intento de rescate. Jules, el jefe Pfeifer y otros miembros y mandos del Departamento de Bomberos entraron al vestíbulo de la Torre 1 (Norte) cuando el segundo avión, el vuelo 175 de United Airlines, secuestrado por Marwan al-Shehhi, se chocaba contra la Torre 2 (o Sur). Jules pudo grabar todo lo que sucedía en el vestíbulo de la torre, con el intento de salvar a todos los civiles posibles. Así se puede comprobar la subida de los bomberos hacia los pisos superiores de la torre y los intentos de la Autoridad Portuaria por rescatar a unos pasajeros que estaban atrapados en uno de los ascensores de la torre debido a la colisión del avión. Todos ellos consiguieron salir de la misma sin saber por qué estaban atrapados. También se grabó el sonido que produjo el desplome de la Torre Sur y que provocó la muerte de algunos bomberos durante la huida en la torre que todavía seguía en pie, como la del capellán Mychal F. Judge, que se plasma en el documental.
Mientras esto sucedía en las Torres Gemelas, en el parque de bomberos Gédéon estaba con Tony Benetatos y el resto de bomberos de los otros turnos esperando instrucciones para lidiar con el desastre. La película ofrece varios relatos de los bomberos de los eventos del resto del día, desde el choque inicial hasta el colapso del edificio hasta los intentos de rescatar a los sobrevivientes de los escombros, así como las consecuencias de los eventos y los que se perdieron, incluido el hermano del jefe, el teniente Kevin Pfeifer.

## Recepción de la crítica

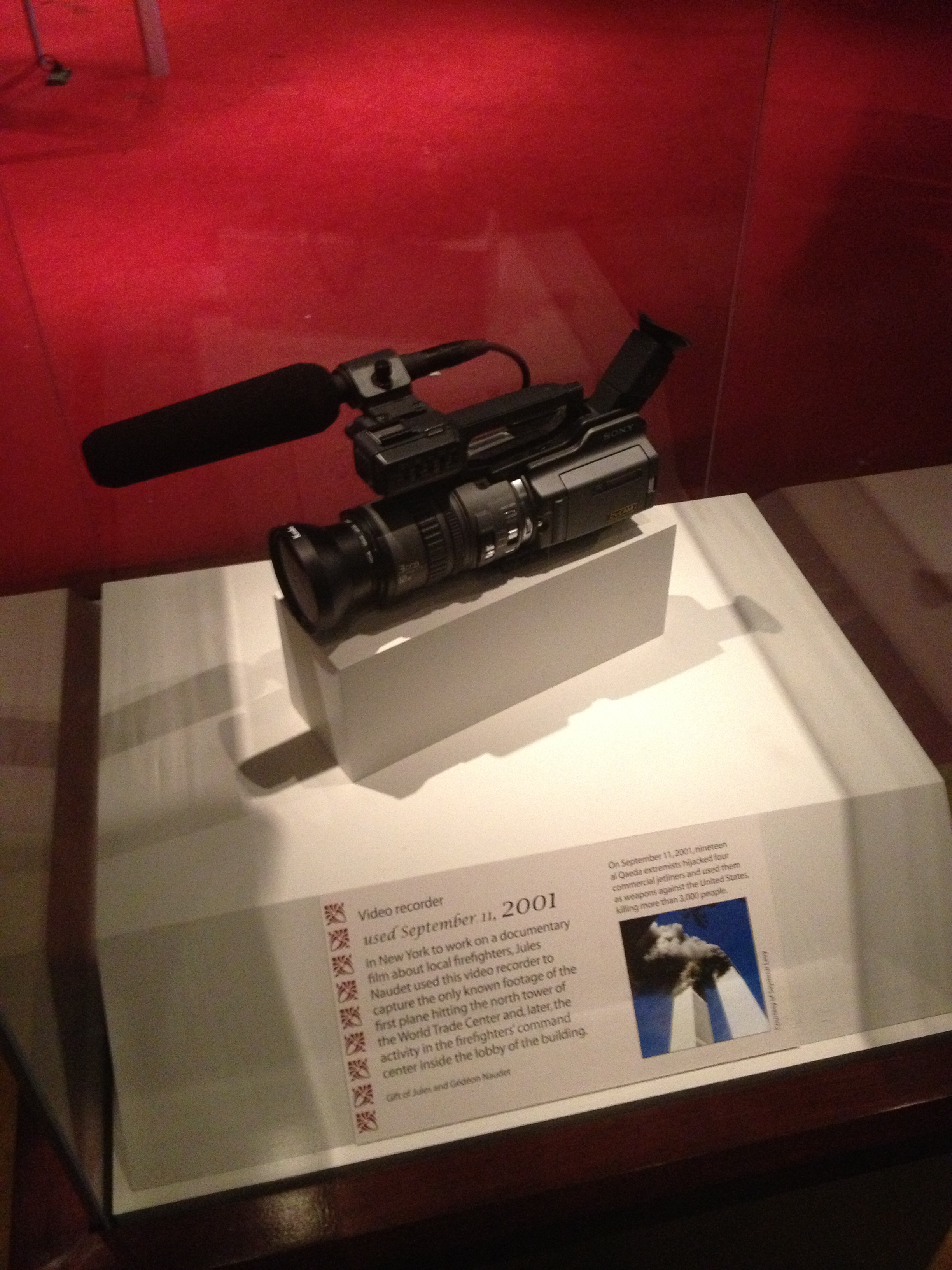
La cámara de Jules Naudet que filmó el choque del primer avión.

La cadena CBS emitió el documental, sin anuncios, el 10 de marzo de 2002 para conmemorar los seis meses del atentado. Fue vista por casi 40 millones de espectadores. Presentado por el actor Robert De Niro, la transmisión de CBS también se repitió en el primer aniversario. La película se emitió en 103 países solo en 2002.
La película se destacó por su uso de malas palabras, que en circunstancias normales en los medios de difusión estadounidenses estarían sujetos a la censura por parte de la emisora o la Comisión Federal de Comunicaciones. En el momento de su emisión, no se tomó ninguna medida en contra de la red por violar las reglas de indecencia porque hacerlo tendría una connotación negativa y se interpretaría como un historial de censura.
Sin embargo, una decisión posterior de un tribunal federal de apelaciones había otorgado con éxito una "detención temporal" a la aplicación de las reglas de indecencia por parte de la FCC. Esto permitió a CBS y a sus afiliados emitir el documental sin modificaciones y sin temor a enfrentar multas rígidas.
El domingo 11 de septiembre de 2011, la CBS volvió a transmitirlo con motivo del décimo aniversario. Posterior a su emisión, la cadena realizó una programación especial en la que se entrevistó a los hermanos Naudet y Hanlon, y se incluyeron nuevas entrevistas y grabaciones sobre las vidas de los involucrados en el documental diez años después. Además de la retransmisión del documental original, el espectáculo también se centró en la construcción del nuevo One World Trade Center y sobre los problemas de salud que enfrentan muchos de los bomberos que participaron en las tareas de desescombro de la zona cero.
El 22 de agosto de 2016, CNN recogió los derechos de la película para el 15 aniversario, esta vez organizada por Denis Leary.

## Reconocimientos
El documental fue nominado a diversos premios, llegando a ganar un Premio Emmy en la categoría de Programa Especial de No Ficción (categoría Informativo), así como un Premio Peabody.